# Cave di Cusa
Le Cave di Cusa (o Rocche di Cusa) sono un sito archeologico siciliano situato nel territorio di Campobello di Mazara, a sud-ovest di Castelvetrano, in provincia di Trapani, a 13 km a nord-ovest delle rovine di Selinunte.

La Regione Siciliana ha intitolato il parco all'archeologo Vincenzo Tusa.

## Storia

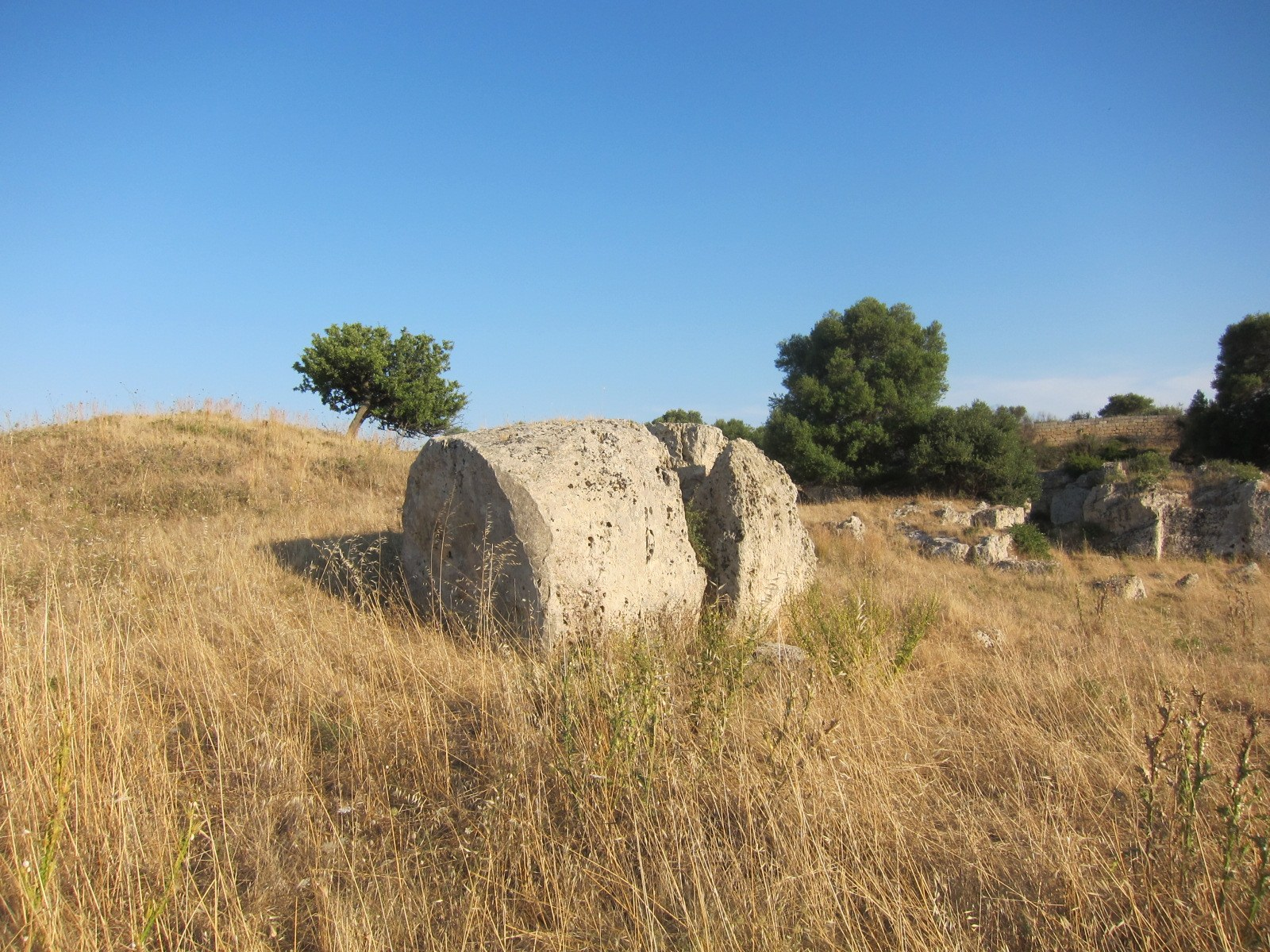
Rocchi di colonna estratti, in fase di trasporto

Si tratta delle cave di pietra caratterizzate da banchi di calcarenite estesi lungo circa 2 km in prossimità della costa, da cui veniva estratto il materiale per le costruzioni selinuntine. Esse furono in uso dal VI secolo a.C. fino alla sconfitta dei greci da parte dei cartaginesi nel 409 a.C.
L'elemento più significativo che vi si nota è la brusca interruzione dei lavori di estrazione, di lavorazione e di trasporto dei rocchi di colonna, dovuta alla minaccia che incombeva sulla città nel 409 a.C. per l'improvviso sopraggiungere dell'esercito cartaginese. La repentina fuga dei cavatori, degli scalpellini e degli operai addetti, ha fatto sì che oggi noi possiamo non solo riconoscere ma anche seguire tutte le varie fasi di lavorazione: dalle prime profonde incisioni circolari, fino ai rocchi finiti che attendevano soltanto di essere trasportati via.
(Johann Hermann von Riedesel)

## Il luogo
Oltre a rocchi di colonne, nelle cave è possibile riconoscere anche qualche capitello, come pure incisioni rettangolari per ricavare dei blocchi squadrati, tutti destinati ai templi di Selinunte. Alcune gigantesche colonne - sicuramente destinate al Tempio G - si notano nella zona W delle Rocche di Cusa, allo stato ancora di primo abbozzo. Dei rocchi già estratti, alcuni erano pronti per essere trasportati via; altri, già in viaggio alla volta di Selinunte, furono abbandonati lungo la strada.
Quasi al limite ovest delle Cave di Cusa si trova la cosiddetta Cava del Capitello in cui si nota il resto di un capitello chiaramente sbozzato ma non completato.
Le Cave ricadono in un appezzamento di terreno di straordinaria valenza naturale e paesaggistica (fino agli anni Sessanta del secolo scorso "sciara" creste di rocce affioranti con gariga e macchia mediterranea bassa nel caso)  che a decorrere dal 1977 si è arricchito di una zona umida, il "Pantano Leone".
Il Pantano Leone, è ubicato proprio al limite sud - est delle Cave di Cusa; un lieve poggio, ricoperto da macchia mediterranea, separa le Cave dalla zona umida che dal 2006 è stata inclusa tra le aree della Rete Natura 2000, come ZPS, assieme alle limitrofe sciare e alla R.N.I. Lago Preola e Gorghi Tondi (nel vicino Comune di Mazara del Vallo), unico toponimo: "Laghetti di Preola e Gorghi Tondi, Sciare di Mazara e Pantano Leone", codice ITA010031.
Il Pantano, con la riserva naturale integrale del Lago Preola e Gorghi Tondi, è stato riconosciuto nel 2011 anche zona Ramsar. Dal 2000, è stato il primo sito italiano di nidificazione documentata dell'anatra selvatica, ritenuta, la più rara del Paleartico Occidentale, l'Anatra marmorizzata, Marmaronetta angustirostris.
Il Pantano da stagno perenne, dal 2010, è stato ridotto a stagno temporaneo, cioè viene fatto allagare nel periodo invernale con le acque di seconde piogge che il Comune vi convoglia e viene lasciato prosciugare nel periodo estivo. Ha perso quindi parte della sua valenza ecologica che si tenta di recuperare.

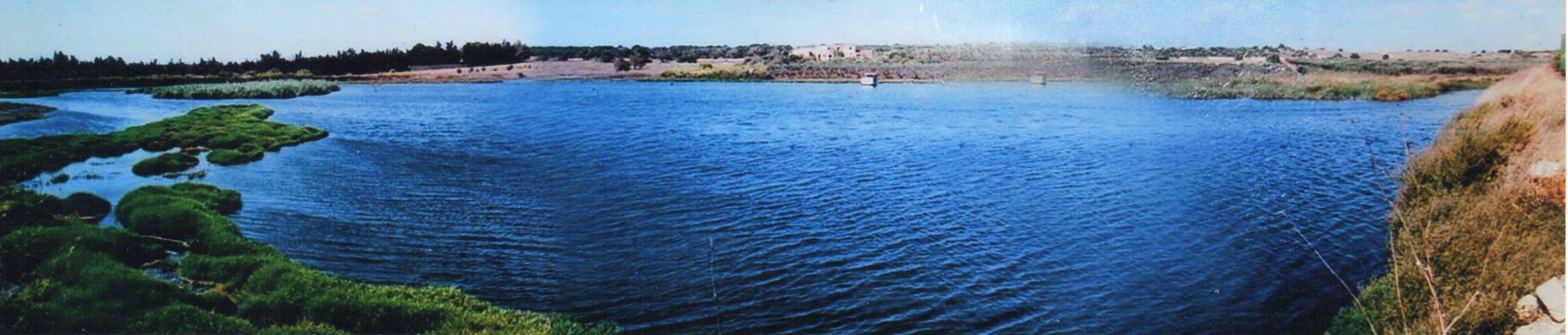

## Tecnologia antica
Il procedimento per ricavare i tamburi delle colonne prevedeva innanzitutto una perfetta incisione circolare nella roccia (1); quindi, dopo aver allargato questa verso l'esterno, estraendo dal solco la roccia con degli scalpelli, si creava un taglio ricurvo (2) che, col procedere del lavoro,  si approfondiva; l'operazione proseguiva fino a quando il tamburo non aveva raggiunto l'altezza desiderata (3), dopodiché si procedeva alla sua estrazione, distaccandolo dal fondo roccioso con l'aiuto di cunei che si facevano rigonfiare con l'acqua.
Il trasporto dei rocchi avveniva per rotolamento; quello dei blocchi squadrati, invece, per traino (sia su rulli che su carri tirati da buoi) forse dopo averli rivestiti con un'intelaiatura di legno (4), finalizzata ad agevolarne il trasporto, e nel contempo ad impedire che subissero danni o eccessive ammaccature in fase di spostamento.

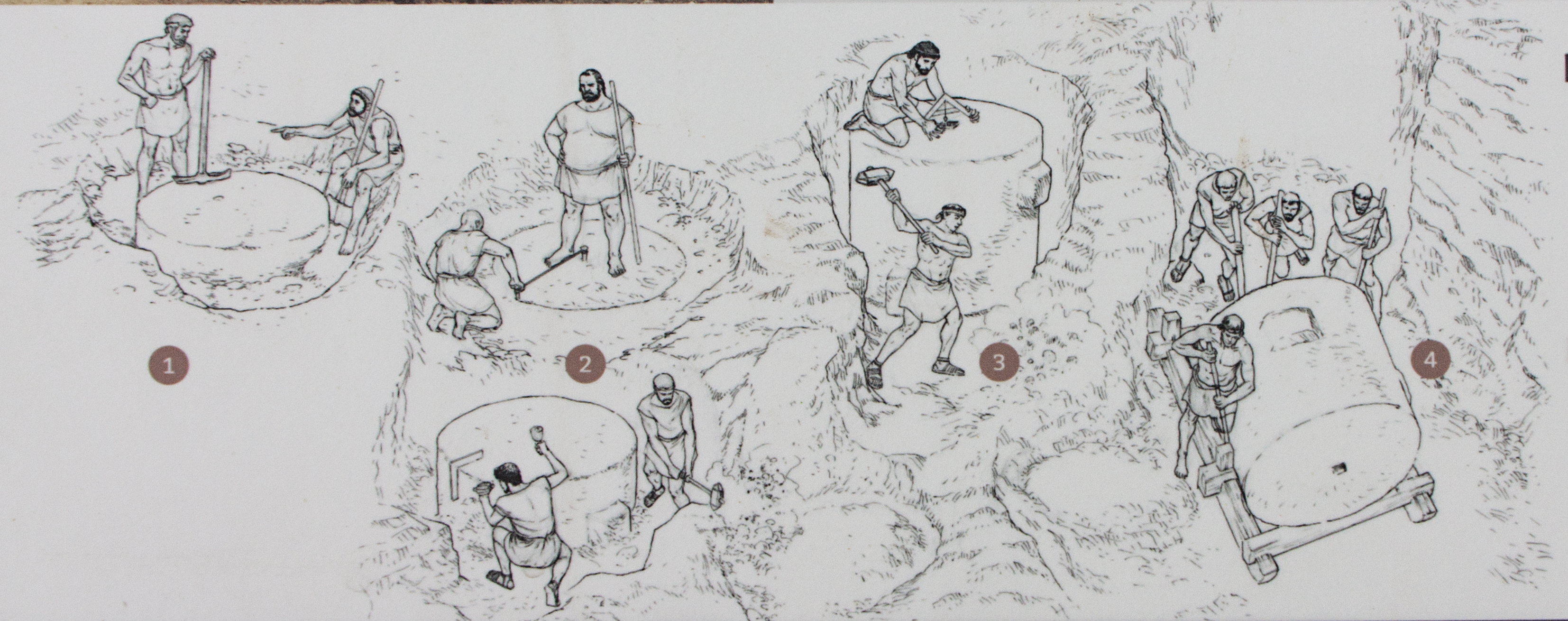
Le fasi di costruzione di una colonna.

## Galleria d'immagini

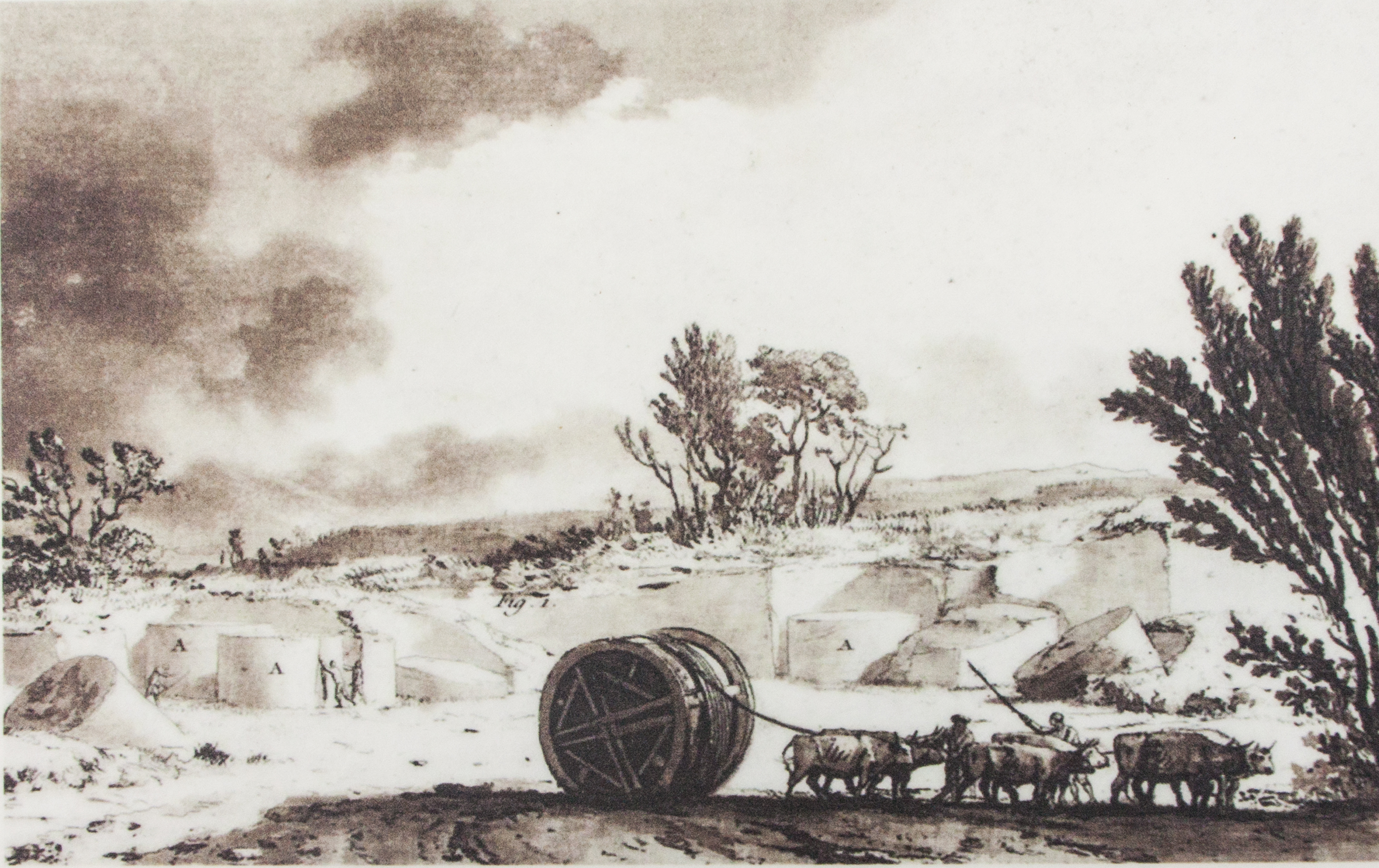
Incisione di Jean Houel del 1782
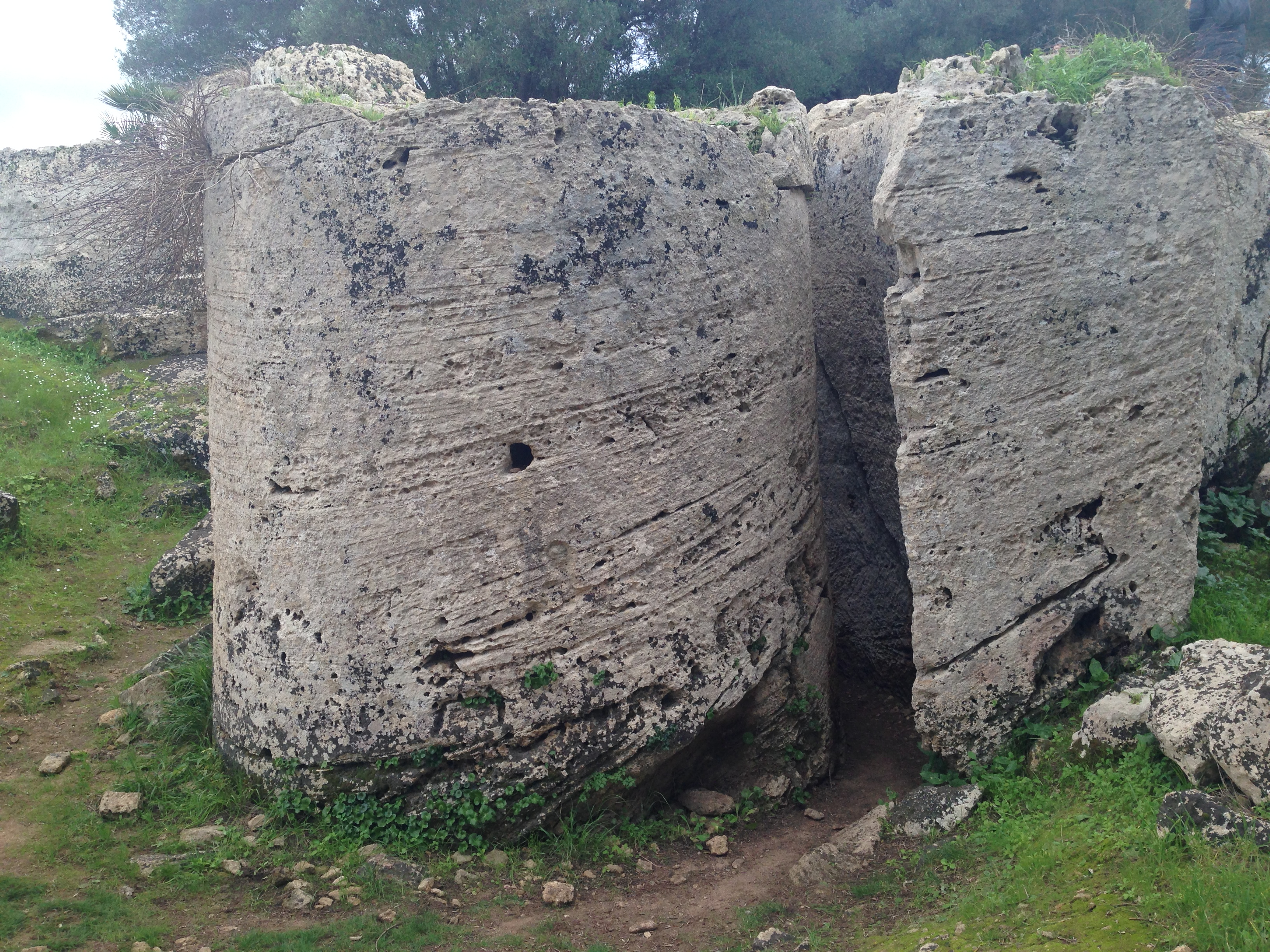
Incisioni circolari profonde per realizzare e distaccare la colonna dal banco roccioso
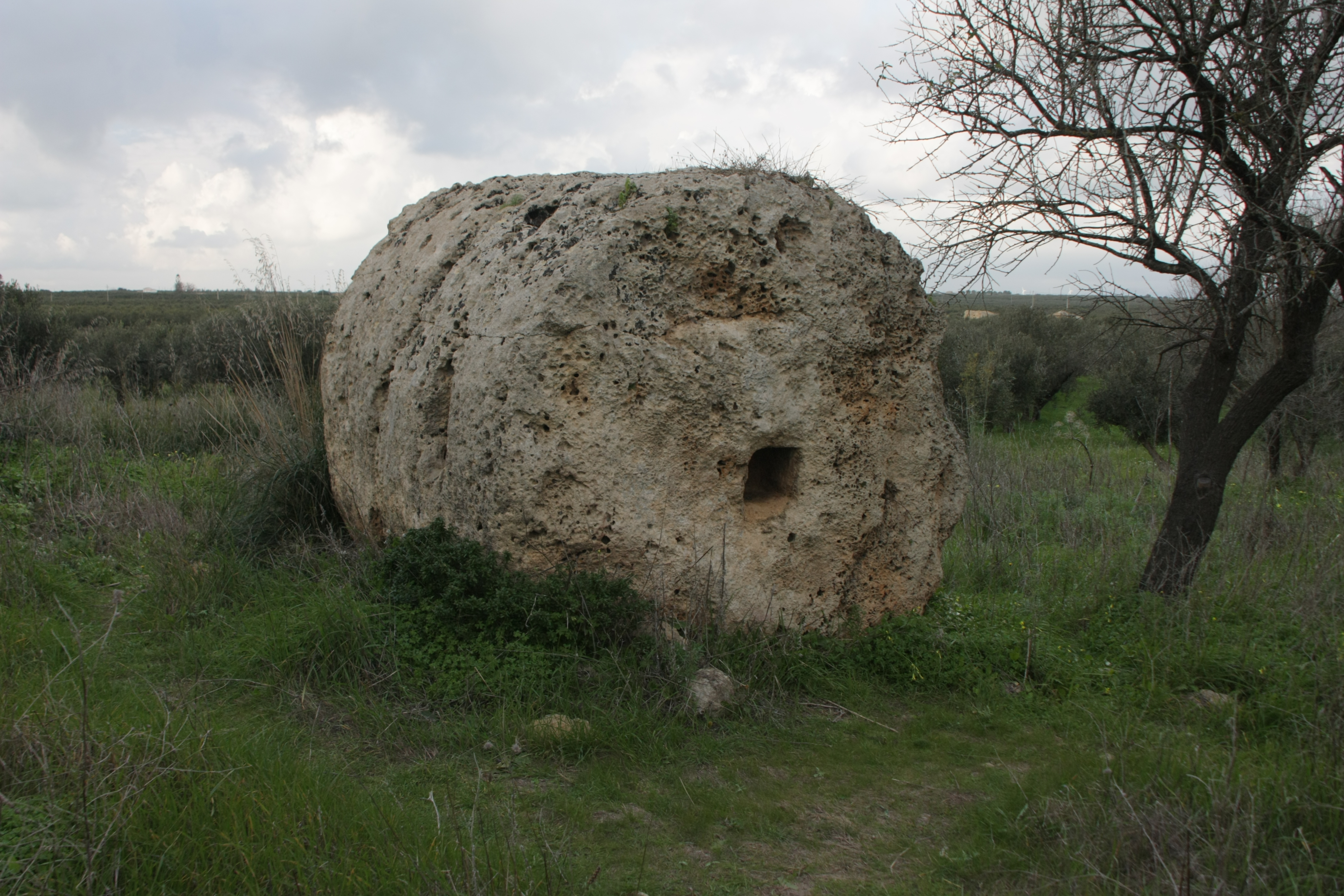
Uno dei rocchi di colonna con la cavità al centro
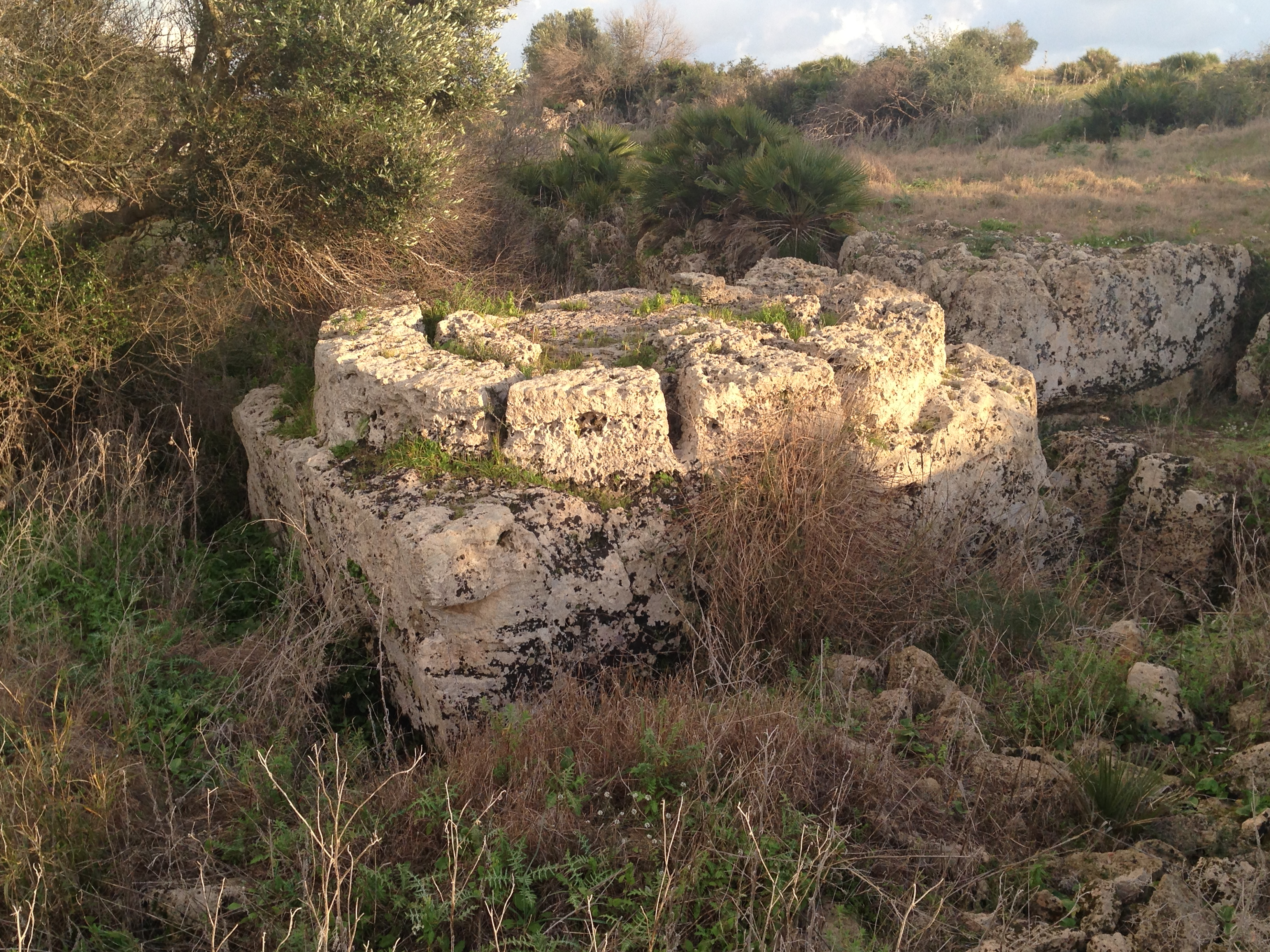
Il capitello incompleto di cava del Capitello